# Contec
Contec (* 2001 oder 2002; eigentlich Jonas Wochner) ist ein deutscher Techno-Produzent aus Stuttgart.

## Leben
Jonas Wochner begann mit 9 Jahren Klavier zu lernen. Im Laufe seines Heranwachsens begann er sich für Techno zu interessieren und Musik zu produzieren. Er wurde Resident-DJ im Club Hans Bunte Areal in Freiburg und gründete das SINEX Label. Seine Musik erscheint außerdem auf dem Label 240km/h.
Sein erster großer Erfolg war ein Techno-Remix des Songs Als du gingst von Lina Maly, dessen Video 2025 über TikTok viral ging und später Platz 29 der deutschen Singlecharts erreichte. Der Track war in der Originalversion bereits 2016 auf Malys Album Nur zu Besuch veröffentlicht worden und ein Lied zur Trauerbegleitung. Contec hörte den Song selbst, als er um einen Freund trauerte. Er bearbeitete den Song und widmete ihn seinem verstorbenen Freund. Im Dezember 2024 stellte ihn auf Soundcloud ein, wo der Remix von dem DJ Chrissyjeey entdeckt wurde. Ein emotionales Video von diesem ging viral. Im Anschluss fragte Contec dann bei Maly an. So wurde aus dem Remix eine offizielle Kollaboration.

## Diskografie

### Singles
- 2023: Saw Hard!
- 2023: From the East
- 2024: Afterlife
- 2024: Keep Me Alive (mit Manami)
- 2024: Fly (mit Yunkuz Abi)
- 2025: Hype up the Beat

### Remixes
- 2025: Lina Maly: Als du gingst – edit